# Claude-Annick Tissot
Pour les personnes ayant le même patronyme, voir Tissot.
Claude-Annick Tissot, née le 11 juin 1949 à Créteil (Val-de-Marne), est une juriste et femme politique française. Elle a été élue locale en Île-de-France sous l'étiquette du Rassemblement pour la République (RPR) puis de l'Union pour un mouvement populaire (UMP).

## Biographie

### Carrière politique
Claude-Annick Tissot a commencé son engagement politique en 1974 au cabinet de René Tomasini, secrétaire d'État chargé des relations avec le Parlement, puis adhère au Rassemblement pour la République (RPR) en 1976, Elle est ensuite nommée par Jacques Chirac, en janvier 1982, officier municipal délégué à la mairie du 11e arrondissement de Paris.
Élue RPR du conseil régional d’Île-de-France en 1992, Claude-Annick Tissot est vice-présidente du conseil régional, successivement chargée de l'administration puis des universités. Elle a été présidente de la commission des marchés publics et lança le débat sur l'affaire des marchés publics d’Île-de-France.
Elle fut candidate aux élections législatives françaises de 2002 dans la sixième circonscription de Paris, puis dans la septième circonscription de Paris en 2007.
Claude-Annick Tissot a conduit la liste RPR de Philippe Séguin dans le 11e arrondissement pour les élections municipales françaises de 2001, contre la liste dissidente de Jean Tiberi. Puis, elle a conduit la liste UMP de Françoise de Panafieu dans le 11e arrondissement de Paris pour le scrutin de 2008. Durant la campagne, elle organise un meeting au gymnase Japy en présence de Simone Veil (février 2008) à l'occasion du 60e anniversaire de la création de l'État d'Israël. Alors que la liste socialiste menée par Patrick Bloche l'emporte dès le 1er tour avec 55,1 % des voix, elle recueille 19,8 % des voix (soit un siège de conseiller de Paris et deux sièges de conseillers municipaux).
Lors du scrutin municipal de 2014, la droite et le centre partent unis au sein d'une liste UMP-UDI-MoDem. Dans le 11e arrondissement, Claude-Annick Tissot est « écartée », dixit Le Parisien, de la direction de la liste, menée par l'UDI Christian Saint-Étienne, qui, au premier tour, remporte 17 % des voix.

### Vie privée
Claude-Annick Tissot a été la compagne de l'homme politique Alain Devaquet. Elle a deux filles avec Alain Devaquet : Héloïse et Alexandra.

## Décorations
Elle est chevalier dans l'ordre national de la Légion d'honneur (promotion de janvier 2000) et dans l'ordre des Palmes académiques  (promotion mars 2004).

## Ouvrages
- L’Insupportable Vérité, Paris, Éditions Albin Michel, 8 octobre 1998, 231 p. (ISBN 2-226-10067-9, OCLC 40617769)
- Comment calculer son utilité sociale ! Les clés pour tout responsable associatif, éditions 11-13, 2017.